# BTR-50
BTR-50 – radziecki gąsienicowy transporter opancerzony.
BTR-50 został zaprojektowany na początku lat 50. W celu przyspieszenia prac projektowych budowę pojazdu oparto na podwoziu czołgu lekkiego PT-76. W przedniej części podwyższonego kadłuba umieszczono miejsca dowódcy i kierowcy, a za nimi otwarty przedział transportowy.
Pierwsze egzemplarze seryjne BTR-50 zostały przekazane Armii Radzieckiej w 1954 roku. W następnych latach BTR-50 były podstawowymi wozami radzieckich brygad zmechanizowanych. Każda z nich składała się z trzech batalionów (30 transporterów i jeden wóz dowodzenia w każdym).

## Wersje
- BTR-50P (1952) – pierwsza wersja seryjna, z odkrytym przedziałem bojowym.
- BTR-50PA (1954) – wersja uzbrojona w wkm KPW.
- BTR-50PK (1958) – wersja z zamkniętym przedziałem desantu, uzbrojona w karabin maszynowy SGMB.
- BTR-50PU (1959) – nieuzbrojony wóz dowodzenia; załoga zmniejszona do 10 ludzi.

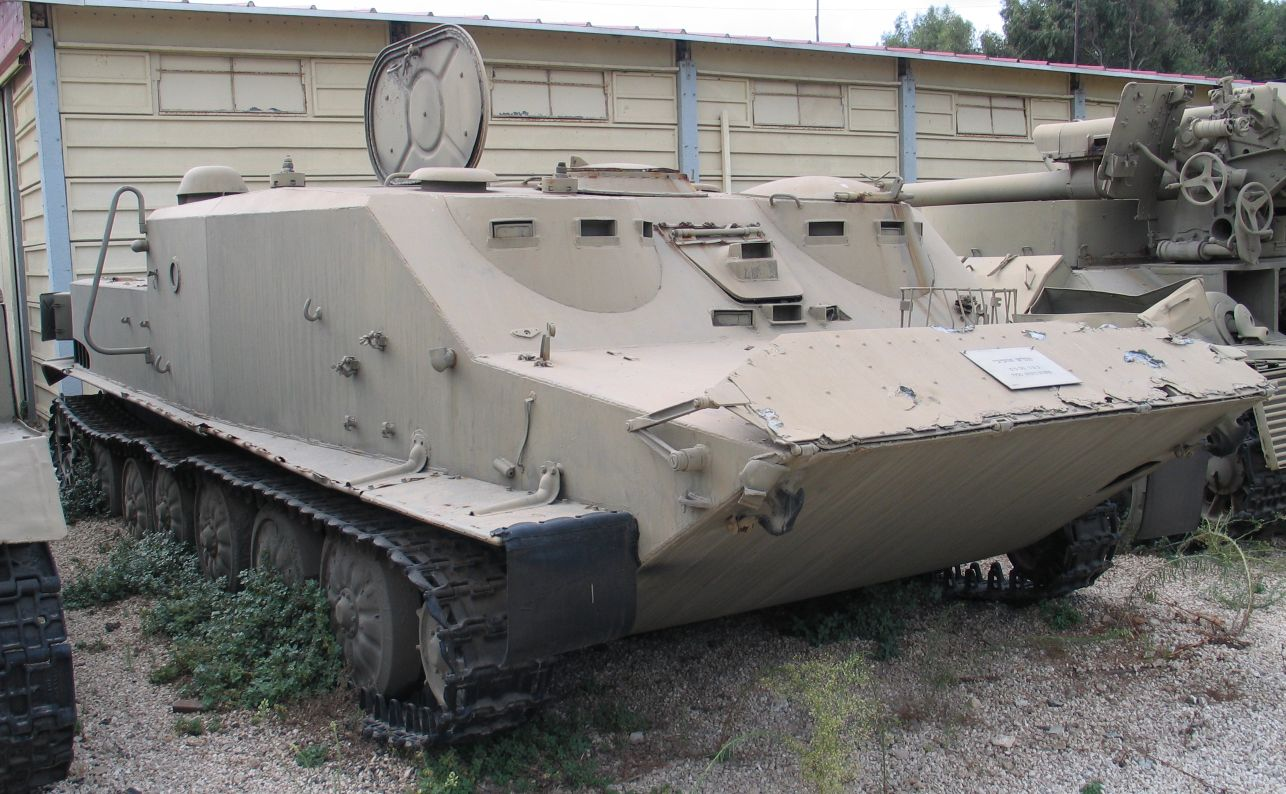
BTR-50PU, muzeum Batey ha-Osef

- BTR-50PUM-1 (1972) – zmodernizowany wóz dowodzenia; załoga zmniejszona do 8 ludzi.
- BTR-50PK(B) – wóz pomocy technicznej.
- OT-62 TOPAS – głęboko zmodernizowany BTR-50 produkowany w Czechosłowacji i przebudowywany potem w Polsce.

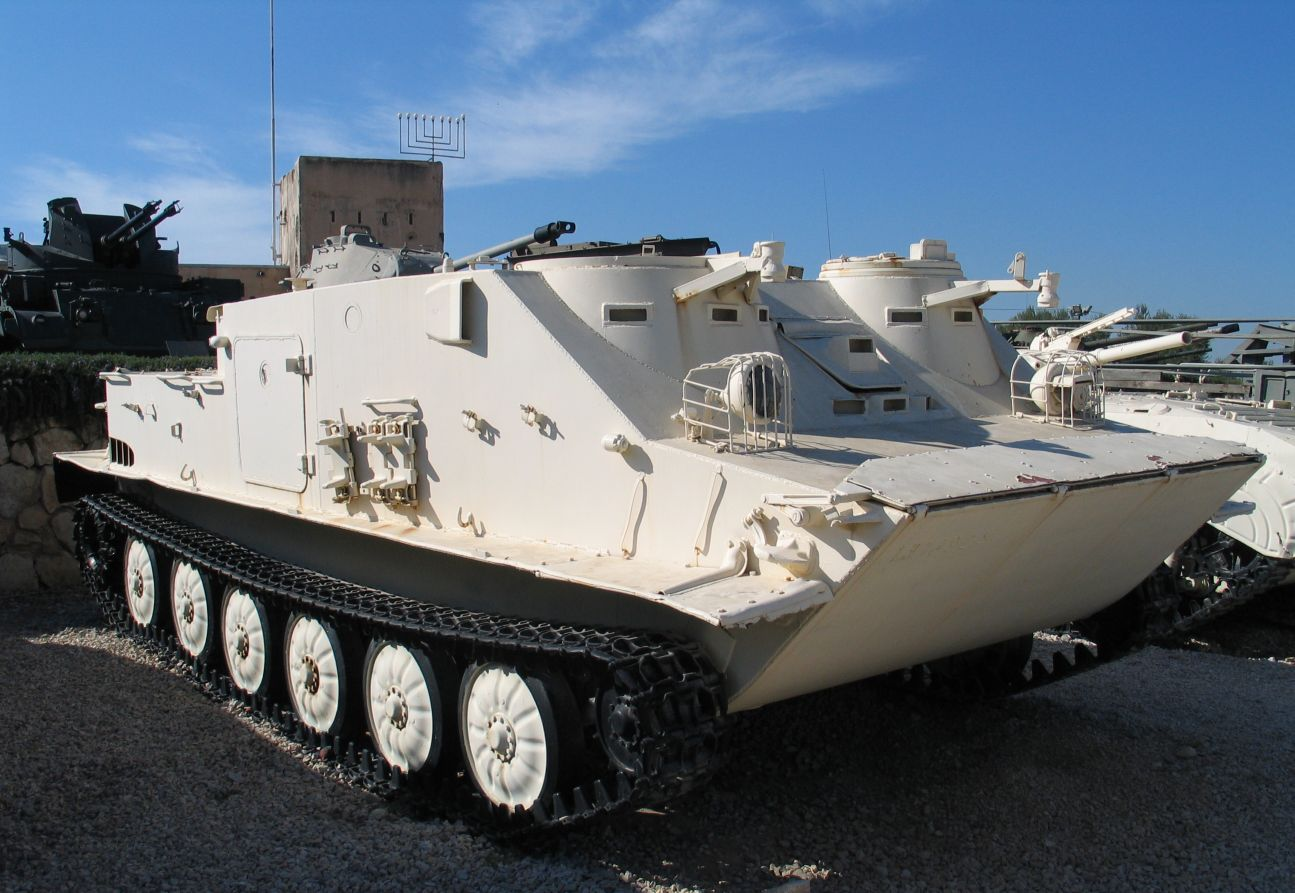
TOPAS, muzeum Jad la-Szirjon

- Typ 77 – zmodernizowana wersja BTR-50, produkowana w ChRL